# Konzulat Republike Slovenije v Gradcu
Konzulat Republike Slovenije v Gradcu je diplomatsko-konzularno predstavništvo (konzulat) Republike Slovenije s sedežem v Gradcu (Avstrija); spada pod okrilje Veleposlaništvu Republike Slovenije v Avstriji.
Trenutni častni konzul je Kurt Oktabetz.